# Borlänge
Borlänge egy  iparváros Svédország Dalarna megyéjében. Itt található a híres „svédacél” gyár, az SSAB, valamint a Dalarnai Egyetem (Högskolan Dalarna) több épülete is. A városban jelentős a (külföldi) diákok és a bevándorlók száma, előbbiek az egyetem miatt, utóbbiak a gyár miatt.
Itt található a svéd közlekedési hatóság, a Trafikverket központja.